# كيث غالواي
كيث غالواي (بالإنجليزية: Keith Galloway)‏ هو لاعب دوري الرغبي أسترالي، ولد في 2 سبتمبر 1985 في سيدني في أستراليا.